# Afroedura halli
Afroedura halli — вид геконоподібних ящірок родини геконових (Gekkonidae). Мешкає в Південно-Африканській Республіці і Лесото.

## Поширення і екологія
Afroedura halli мешкають на південному заході Драконових гір, серед ізольованих скельних виступів і пісковикових валунів на вершинах гір. Зустрічаються на висоті від 1750 до 2200 м над рівнем моря.